# Літературний зошит
Літературний зошит — літературно-мистецький додаток до заснованої українськими політичними емігрантами газети «Українські вісті». Було видано п'ять номерів у 1947 році в Німеччині.
Номери виходили щомісяця, починаючи з січня. Четверте-п'яте число вийшло спарене — у квітні—травні. Додаток виходив на восьми сторінках. У всіх числах було зазначено «редагує колегія». Починаючи з другого номера головним редактором був вказаний Улас Самчук.
Видання поширювалося газету в таборах для «переміщених осіб» у Німеччині, у яких після Другої світової війни перебувало багато тисяч українців. Ціна одного примірника становила одну німецьку марку.
У передмові першого числа було зазначено, що «літературну сторінку» вимагали читачі «Українських вістей». Видання позиціонувало себе як позапартійне, мало на меті показати погляди літераторів усіх творчих течій.
Наповнення часопису було різнопланове. У п'яти числах надруковано 78 матеріалів різних жанрів. Серед них — 10 публікацій прози, 28 — поезії, 12 — критики, 10 — публіцистики (редакційні), 5 матеріалів представляють рубрику «культурна хроніка», 3 — належать до жанру гумору й сатири, 7 — ілюстративний матеріал, 3 — літературно-мистецькі хроніки. Серед авторів були чимало найвідоміших письменників української еміграції.
У планах видавців «Літературний зошит» мав стати двотижневиком із більшим об'ємом матеріалів. Але вийшло тільки п'ять номерів. Його ідея не зникла, а втілилася у літературну сторінку в «Українських вістях».